# Giorgio Ferrini
Giorgio Ferrini  (* 18. August 1939 in Triest; † 8. November 1976 in Turin) war ein italienischer Fußballspieler.

## Vereinskarriere
Giorgio Ferrini begann seine Profikarriere beim Varese FC in der Serie C, an die er 1958/59 von seinem Stammverein AC Turin ausgeliehen war. 1959 kehrte er zum Toro zurück und schaffte mit dem Klub in der Saison 1959/60 den Aufstieg in die Serie A. Ferrini blieb bis zu seinem Karriereende 1975 dem Turiner Verein, für den er insgesamt 443 Spiele absolvierte und dabei 42 Tore erzielte, treu. 1968 und 1971 gewann er mit dem AC Turin die Coppa Italia.

## Internationale Karriere
International spielte Giorgio Ferrini sieben Mal für Italien. Er nahm an der Weltmeisterschaft 1962 in Chile teil, wo er mit der Squadra Azzurra in der Gruppenphase als Dritter ausschied. Ferrini erlangte zweifelhafte Berühmtheit, als er im Gruppenspiel gegen Gastgeber Chile, das als Schlacht von Santiago in die Fußballgeschichte einging, bereits in der 6. Minute einen Platzverweis erhielt, sich aber zehn Minuten lang weigerte, das Feld zu verlassen, bis er schließlich von Polizisten vom Platz geführt wurde.
Sechs Jahre später gewann er mit der Nationalmannschaft unter Ferruccio Valcareggi den Europameistertitel bei der Europameisterschaft 1968 in der Heimat Italien.
Mit der italienischen Auswahl nahm er außerdem 1960 an den Olympischen Spielen in Rom teil. Die Mannschaft des Gastgebers belegte den vierten Platz.

## Nach der aktiven Karriere
Ferrini hatte nur ein Jahr, um seine Fußballpension zu genießen. Er war ein Jahr Co-Trainer beim FC Turin, ehe er im Alter von 37 Jahren an einem Aneurysma starb.

## Erfolge
- Italienischer Pokalsieger: 1962/63, 1967/68, 1970/71
- Europameister: 1968